# جيمي وير
جيمي وير (بالإنجليزية: Jimmy Weir)‏ (12 أبريل 1939 بغلاسكو في المملكة المتحدة - ) هو لاعب كرة قدم بريطاني في مركز جناح ‏. لعب مع نادي ترانمير روفرز لكرة القدم ونادي فولهام ونادي لوتون تاون ونادي يورك سيتي ونادي مانسفيلد تاون ونادي كلايدبانك ‏.